# Wahlen zur Nationalen Volksversammlung in Angola 1980
Die Wahlen zur Nationalen Volksversammlung in Angola 1980 waren Scheinwahlen. Auf den Stimmzetteln standen nur die Kandidaten der einzig legalen Partei im damaligen Ein-Parteien-Staat Angola, der marxistisch-leninistische Staatspartei Movimento Popular de Libertação de Angola (MPLA).
Im September 1980 hatte der neue Präsident José Eduardo dos Santos durch einen Verfassungszusatz Wahlen zu einer Nationalen Volksversammlung ermöglicht. Ein System indirekter Wahlen und Kandidatenfindung durch Komitees garantierte, dass nur der Staatspartei genehme Kandidaten wählbar waren.